# Der 100. Psalm

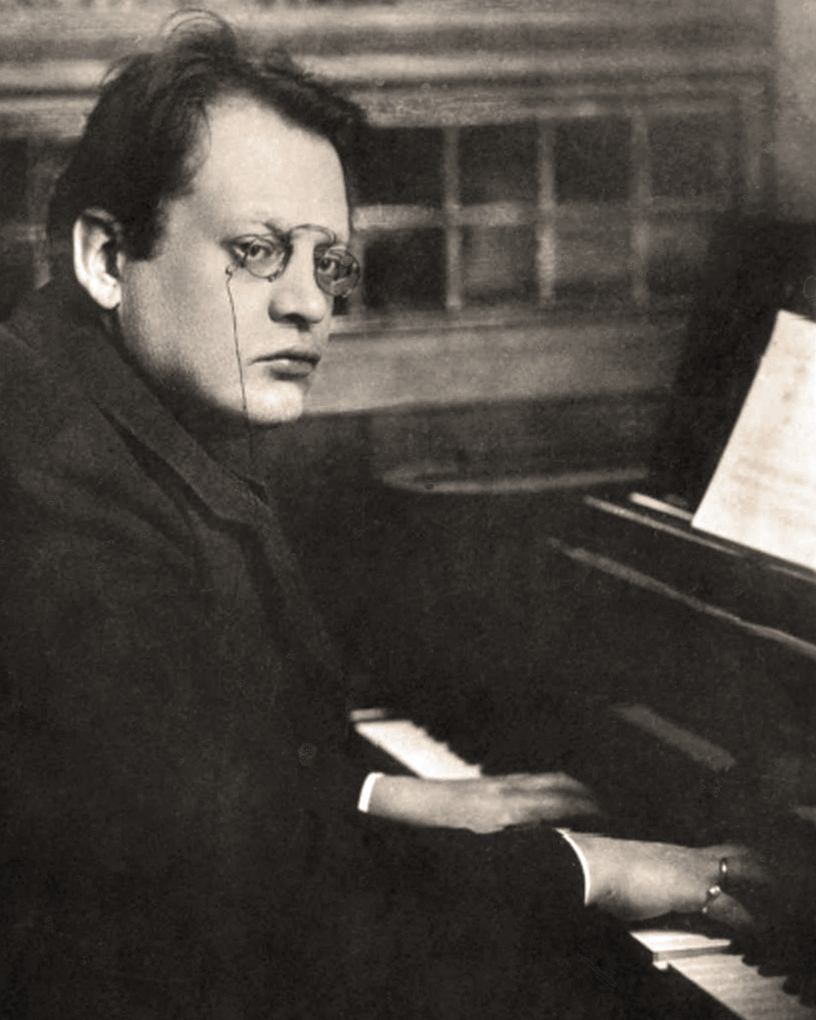
Max Reger au piano

Der 100. Psalm (le 100e Psaume), op. 106, est une composition en quatre mouvements de Max Reger en ré majeur pour chœur mixte et orchestre, arrangement romantique tardif du Psaume 100. Reger commence à composer l’œuvre en 1908 à l'occasion du 350e anniversaire de l'université d'Iéna. La première partie est créée le 31 juillet de cette année. Reger achève la composition en 1909. La partition est publiée cette même année et la première donnée le 23 février 1910 simultanément à Chemnitz sous la direction du compositeur et à Breslau sous la baguette de Georg Dohrn (en).

## Structure et orchestration
Comme une symphonie chorale, le texte du psaume est réparti en quatre mouvements Le tableau suivant repose sur la partition et montre le numéro des mouvements, l'incipit, les vers du psaume, les voix du chœur (SATB, parfois encore plus divisés), la notation, la clef (commençant et finissant en ré majeur) et le tempo, en utilisant le symbole pour le tempo habituel.
| N° | Texte                        | Vers | Voix     | Notation              | Clef      | Tempo |
| -- | ---------------------------- | ---- | -------- | --------------------- | --------- | ----- |
| 1  | Jauchzet                     | 1,2  | SATB     | Maestoso (animato)    | ré majeur | C     |
| 2  | Erkennet                     | 3    | SSAATTBB | Andante sostenuto     |           | C     |
| 3  | Gehet zu seinen Toren ein    | 4    | SSAATTBB | Allegretto con grazia |           | 3/4   |
| 4  | Denn der Herr ist freundlich | 5    | SATB     | Maestoso              | ré majeur | C     |

### Partitions
- (en) « Op.106 (Reger, Max) » (version du 12 juillet 2017 sur Internet Archive) sur International Music Score Library Project
- (de) Max Reger / 1873–1916 / Der 100. Psalm, Bonn, Dr. J. Butz (de), 2004

Max-Reger-Institut
- (en) « Curriculum vitae », Max-Reger-Institute (consulté le 3 avril 2010)
- (de) « Der 100. Psalm Op. 106 », Max-Reger-Institute (consulté le 22 avril 2016)

### Ouvrages
- (en) Stephen Luttmann, Paul Hindemith : A Research and Information Guide, Routledge, coll. « Routledge Music Bibliographies », 2013, 2, revised, annotated éd., 570 p. (ISBN 978-1-135-84841-5, lire en ligne)

### Sources en ligne
- (en) Terry Barfoot, « Max Reger (1873–1916) / Four Tone Poems after Böcklin, Op. 128 », musicweb-international.com, 2009 (consulté le 13 juillet 2016)

- (en) Fred Kirshnit, « Max Reger, Psalm 100, Op. 106 », American Symphony Orchestra, 2006 (consulté le 9 mai 2016)

- (de) « Leipziger Universitätschor gedenkt Max Regers mit Festkonzert », Leipzig, 4 mai 2016 (consulté le 16 juin 2016)

- (de) « Max Reger in Leipzig », leipzig-lese.de, 2016 (consulté le 9 mai 2016)

- (en) « Discography », Ignace Michiels, 2016 (consulté le 24 août 2016)

- (en) « Reger: Psalm 100 », prestoclassical.co (consulté le 24 août 2016)

- (de) « Festkonzert zum 100. Todestag von Max Reger », reger-in-leipzig.de, 2016 (consulté le 4 juin 2016)